# واو معدولة
الواو المعدولة في الفارسية كواو الفصل في كلمة عمرو العربية، لا تلفظ. تكون في الكلمات المبدوءة بخاء بعدها ألف أو ياء.
أمثلة
- خواجه تلفظ \خاجه\: دخيل فارسي بمعنى السيد.
- خوی تلفظ \خي\: دخيل عربي بمعنى اللين من الأرض.